# Shimshon Amitsur
Shimshon Avraham Amitsur (nascido Kaplan; em hebraico:  שמשון אברהם עמיצור; Jerusalém, 26 de agosto de 1921 – Jerusalém, 5 de setembro de 1994) foi um matemático israelense. É mais conhecido por seu trabalho em teoria dos anéis, em particular anéis de identidade polinomial,  uma área da álgebra abstrata.

## Biografia
Amitsur nasceu em Jerusalém e estudou na Universidade Hebraica de Jerusalém, orientado em seu doutorado por Jacob Levitzki. Seus estudos foram interrompidos repetidamente, primeiro pela Segunda Guerra Mundial e depois pela Guerra da Palestina de 1948. Recebeu um grau de M.Sc. em 1946 e um Ph.D. em 1950.  Por seu trabalho juntamente com Levitzki recebeu o primeiro Prêmio Israel em ciências exatas. Trabalhou na Universidade Hebraica de Jerusalém até aposentar-se em 1989. Amitsur foi professor visitante no Instituto de Estudos Avançados de Princeton de 1952 a 1954. Foi palestrante convidado do Congresso Internacional de Matemáticos em Nice (1970). Foi membro da Academia de Ciências e Humanidades de Israel, onde foi chefe da Experimental Science Section. Foi um dos editores fundadores do Israel Journal of Mathematics e editor matemático da Encyclopaedia Hebraica. Amitsur recebeu diversas condecorações, incluindo um doutorado honoris causa da Universidade Ben-Gurion do Neguev 1990.

## Prêmios
Amitsur e Jacob Levitzki receberam o Prêmio Israel em ciências exatas em 1953, o ano inaugural do prêmio.

## Publicações
- Amitsur, A. S.; Levitzki, Jakob (1950), «Minimal identities for algebras», Proceedings of the American Mathematical Society, ISSN 0002-9939, 1 (4): 449–463, JSTOR 2032312, MR 0036751, doi:10.1090/S0002-9939-1950-0036751-9
- Amitsur, S. A. (2001),  Mann, Avinoam; Regev, Amitai; Rowen, Louis; Saltman, David J.; Small, Lance W., eds., Selected papers of S. A. Amitsur with commentary. Part 1, ISBN 978-0-8218-2924-0, Providence, R.I.: American Mathematical Society, MR 1866636
- Amitsur, S. A. (2001),  Mann, Avinoam; Regev, Amitai; Rowen, Louis; Saltman, David J.; Small, Lance W., eds., Selected papers of S. A. Amitsur with commentary. Part 2, ISBN 978-0-8218-2925-7, Providence, R.I.: American Mathematical Society, MR 1866637